# Du’an
Der Autonome Kreis Du’an der Yao (chinesisch 都安瑶族自治县, Pinyin Dū’ān Yáozú Zìzhìxiàn; Zhuang Duh'anh Yauzcuz Swciyen) ist ein autonomer Kreis der Yao im Autonomen Gebiet Guangxi der Zhuang-Nationalität in der Volksrepublik China. Er gehört zum Verwaltungsgebiet der bezirksfreien Stadt Hechi. Der Kreis hat eine Fläche von 4.088 Quadratkilometern und zählt 540.800 Einwohner (Stand: 2018). Sein Hauptort ist die Großgemeinde Anyang 安阳镇.

## Administrative Gliederung
Auf Gemeindeebene setzt er sich aus zwei Großgemeinden und siebzehn Gemeinden zusammen. 